# شنا (شهر)
شنا (به ایتالیایی: Scena) یک کومونه در تیرول جنوبی و واقع در شمال ایتالیا است.
در قرون وسطی در سال ۱۸۴۵ آرشیدوک یوهان اتریش یکی‌از مهم‌ترین قلعه‌های این شهر را خریداری نمود.